# Rock the Night
«Rock the Night» — песня шведской рок-группы Europe. Она была написана вокалистом Джоуи Темпестом в 1984 году и впервые представлена публике в том же году во время тура Wings of Tomorrow Tour.
В качестве сингла песня выпускалась дважды: в 1985 году как саундтрек к фильму «На свободе» и в 1986 году из альбома The Final Countdown. На обратную сторону в обоих изданиях сингла была помещена перезаписанная в 1985 году версия первого сингла группы «Seven Doors Hotel».
В 1986 году «Rock the Night» вошёл в первую десятку чартов Франции, Ирландии, Италии и Швейцарии, а также достиг 12-го места в UK Singles Chart и 30-го — в американском Billboard Hot 100. На песню был снят видеоклип, съёмки которого проходили в стокгольмском Hard Rock Cafe, а режиссёром был Ник Моррис Это первый клип Europe с участием нового гитариста Ки Марселло, который заменил Джона Норума, покинувшего группу за несколько недель до съёмок.
Песня прозвучала в фильме 2007 года «Лихач», а также вошла в европейскую версию видеоигры Guitar Hero: On Tour для приставки Nintendo DS.

## Участники записи
- Джоуи Темпест — вокал
- Джон Норум — гитары
- Джон Левен — бас-гитара
- Мик Микаэли — клавишные
- Иэн Хоглунд — ударные

## Места в чартах
| Год  | Чарт                   | Позиция |
| ---- | ---------------------- | ------- |
| 1985 | Swedish Singles Chart  | 4       |
| 1986 | Italian Singles Chart  | 4       |
| 1986 | Dutch Top 40           | 6       |
| 1986 | Swiss Singles Chart    | 6       |
| 1986 | French Singles Chart   | 7       |
| 1986 | Irish Singles Chart    | 9       |
| 1986 | Austrian Singles Chart | 11      |
| 1986 | UK Singles Chart       | 12      |
| 1986 | German Singles Chart   | 17      |
| 1986 | Mainstream Rock Tracks | 22      |
| 1986 | Billboard Hot 100      | 30      |
| 1986 | Canadian Singles Chart | 64      |